# صادق أباد (فراغة)
صادق أباد (بالفارسية: صادق‌آباد) هي قرية تقع في إيران في قسم فراغة الريفي. يقدر عدد سكانها بـ 235 نسمة .